# Bañera de hidromasaje

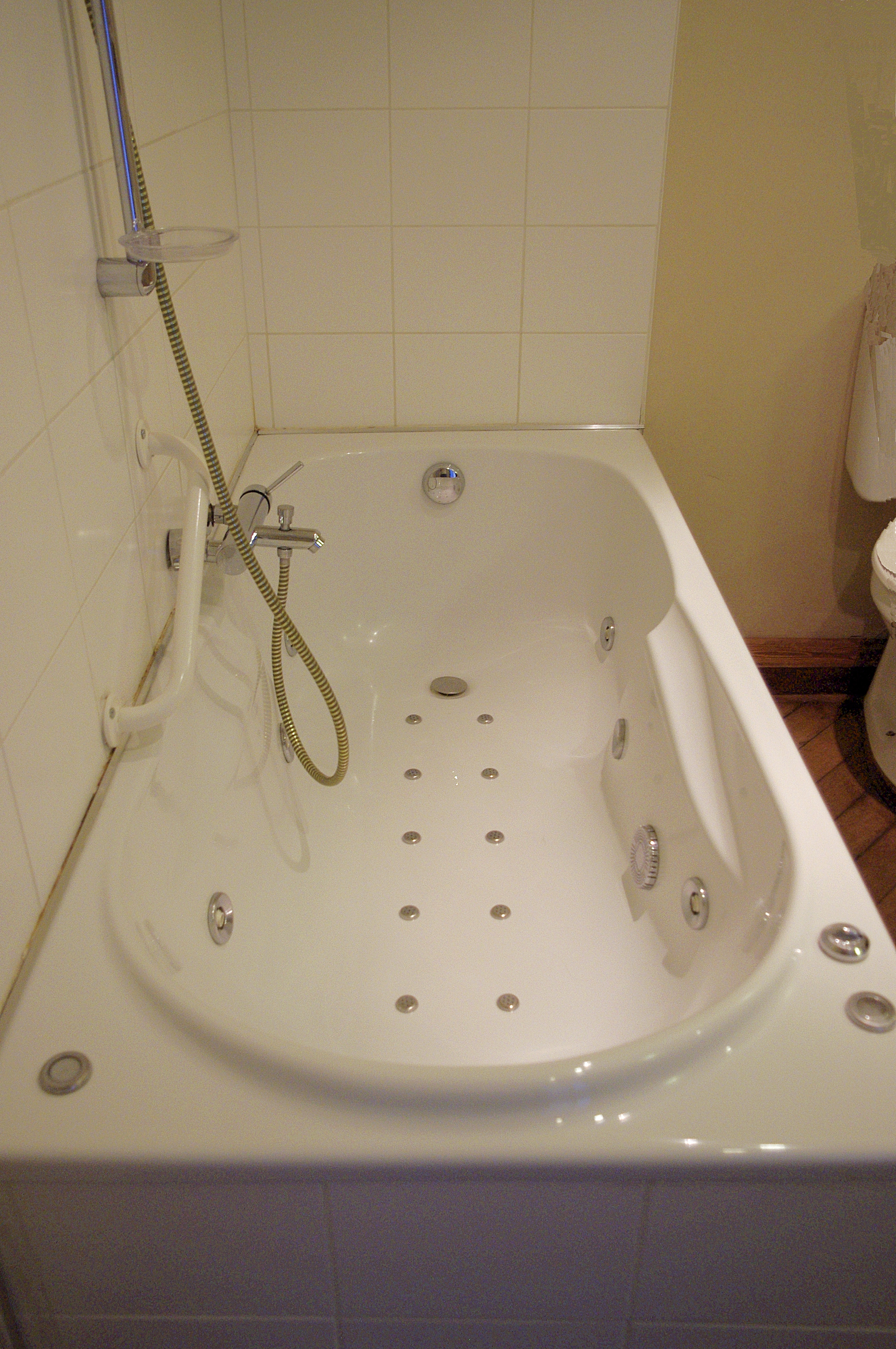
Modelo doméstico de bañera de hidromasaje.

Una bañera de hidromasaje, jacuzzi o yacusi (adaptación de la marca/apellido de los inventores) es una tina con agua caliente provista de varias tomas de llenado y vaciado. El servicio básico de hidromasaje se consigue con la constante rotación del agua por medio de un motor y diferentes intensidades de chorro. Puede disponer también de un sistema de iluminación para cromoterapia, y algunas más sofisticadas incorporan un sistema de inducción de fragancias para proveer aromaterapia en el agua. Se pueden usar en interior o a la intemperie.

## Historia
Los primeros baños calientes eran calderas, en las que se colocaban piedras calientes para calentar el agua. Las termas de Icaria han sido un lugar muy popular, especialmente para la hidroterapia, desde el siglo IV a. C. Los restos de unos baños de mármol en ruinas, junto con un acueducto prehistórico hallado en la zona, son una prueba fehaciente de la popularidad del lugar en la antigüedad.
En el año 737 d. C. se abrió el primer onsen de Japón cerca de Izumo (Shimane), y siglos después se construyeron los primeros rekans (posadas) que ofrecían comida, alojamiento y baños, llamados ofuro.
En la antigua Roma, existían tres tipos de baños: domésticos (balnea), privados (balnea privata) y públicos (balnea pública). La práctica del baño estaba tan arraigada que las legiones romanas, durante su larga ocupación de tierras extranjeras, construyeron sus propios baños minerales y termales en las tierras recién conquistadas. Hay ejemplos en toda Europa.
En la década de 1940 empezaron a aparecer bañeras de hidromasaje inspiradas en el ofuro japonés. Las bombas de hidroterapia fueron presentadas por Jacuzzi. Las bañeras de hidromasaje con cerramientos de fibra de vidrio aparecieron alrededor de 1970 y pronto fueron suplantadas por cerramientos de acrílico moldeado. 

## Seguridad
Permanecer en el agua por encima de la temperatura corporal normal puede provocar somnolencia, lo que puede llevar a la inconsciencia y, posteriormente, al ahogamiento. Se recomienda que la temperatura del agua nunca supere los 40 grados Celsius (104 °F). Una temperatura de 37 grados Celsius (100 °F) se considera segura para un adulto sano. Sumergirse en agua a más de 39 grados centígrados puede causar daños fetales durante los tres primeros meses de embarazo.

## Cuidado del agua
El agua en una bañera de hidromasaje se cambia en promedio de 3 o 4 meses, ya que incorporan un sistema de filtración, y para sanear o desinfectar el agua la mayoría tienen como opción incorporar un ozonador, más el uso de un desinfectante adicional que puede ser dicloro o bromo.
Una bañera de hidromasajes no es igual que una piscina, puesto que posee una superficie menor y su agua está sometida a un control de la temperatura. La composición química de los productos que se usan para el cuidado de estas bañeras tiene que cumplir unas constantes muy estrictas que sirvan para mantener en el agua los siguientes niveles:
- Alcalinidad: 80-120 ppm
- Dureza: 150-400 ppm
- pH: 7.2 -7.6
- Proporción de desinfectante: 3-5 ppm

Las fragancias para el agua de una bañera de hidromasajes deben ser 100% disolubles para no causar daños en los filtros, en la bomba o en el calefactor. A diferencia de las tinas de baño, no se usan sales, ya que éstas son corrosivas.